# Frankenstein (jeu vidéo)
Pour les articles homonymes, voir Frankenstein.
Frankenstein est un jeu de fiction interactive publié par CRL Group en 1987 pour les ordinateurs Commodore 64, Amstrad CPC et ZX Spectrum. Le jeu est inspiré du roman Frankenstein de Mary Shelley.

## Synopsis
Le dr Frankenstein doit trouver et détruire son monstre meurtrier qui s'est échappé, le monstre doit rester libre et prendre connaissance de la raison de son existence.

## Système de jeu
Frankenstein est un jeu d'aventure en mode texte standard de comportant des graphismes statiques dans certaines situations. Il est similaire au jeu précédent Dracula, qui a été produit par le même auteur. Il est divisé en trois phases; le joueur prend le rôle du Dr Frankenstein dans les deux premières puis de son monstre dans la troisième.

## Réception

### Commentaires
- Sinclair User : "Si vous voulez un jeu de fiction interactive gigantesque et intelligent avec quelques magnifiques illustrations, FRANKENSTEIN est votre homme."[1].